# John Millman
John Millman (Brisbane, 14 de junho de 1989) é um tenista profissional australiano.

## Simples (5)
| Legenda (Simples)      |
| Grand Slam (0)         |
| Tennis Masters Cup (0) |
| ATP Masters Series (0) |
| ATP Tour (0)           |
| Challengers (1)        |
| Futures (4)            |

| N. | Data              | Torneio    | Surperficie | Oponente na final | Placar      |
| 1. | 6 Outubro 2008    | Traralgon  | Duro        | Andrew Coelho     | 6-2, 6-3    |
| 2. | 23 Novembro 2009  | Kalgoorlie | Duro        | Matthew Ebden     | 6-2 7-6(1)  |
| 3. | 22 Fevereiro 2010 | Berri      | Grama       | Greg Jones        | 1-6 6-4 6-4 |
| 4. | 13 Setembro 2010  | Darwin     | Duro        | Hiroki Moriya     | 6-0 6-1     |
| 5. | 10 Outubro 2010   | Sacramento | Duro        | Robert Kendrick   | 6-3 6-2     |